# Exeed LX
Pour les articles homonymes, voir LX.
L'Exeed LX est un modèle de crossover compact produit par le constructeur automobile chinois Chery, sous la marque premium Exeed.

## Aperçu

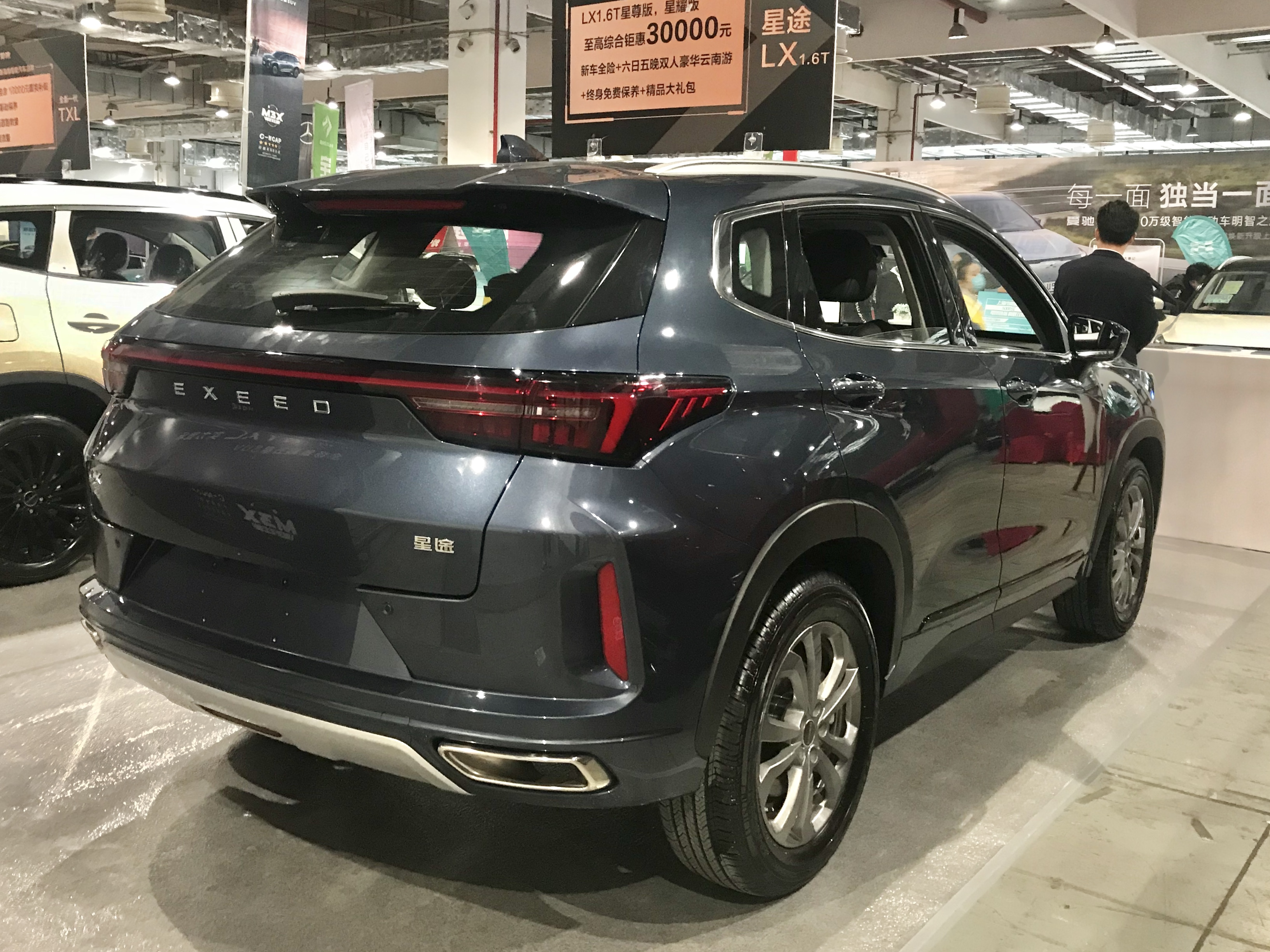
Exeed LX vue arrière.

L'Exeed LX a été dévoilé en juillet 2019, partageant la même plate-forme que la première génération du Chery Tiggo 7. Il s'agit du second modèle de la marque après l'Exeed TX. Du point de vue intérieur, les conceptions du LX sont complètement différentes de celles du Tiggo 7, avec le tableau de bord et l'écran multimédia intégrés en un seul ensemble. Le crossover a été lancé sur le marché automobile chinois au quatrième trimestre de 2019, avec un prix de départ d'environ 130 000 yuans.

### Motorisation
L'Exeed LX est propulsé par un moteur turbo de 1,6 litre produisant 197 ch, sa transmission est soit automatique à double embrayage à sept vitesses, soit une CVT à 9 vitesses.

### Marché brésilien
Caoa Chery est le producteur et distributeur des produits Exeed au Brésil. Le LX a été choisi en raison de la plate-forme T1X et d'autres composants similaires au Tiggo 7, fabriqué à Anápolis.